# Gnathostomula uncinata
Gnathostomula uncinata är en djurart som tillhör fylumet käkmaskar, och som beskrevs av Wolfgang Sterrer 1998. Gnathostomula uncinata ingår i släktet Gnathostomula och familjen Gnathostomulidae. Inga underarter finns listade i Catalogue of Life.